# Heinz Vollmar
Heinz Vollmar (26 de abril de 1936 - 12 de outubro de 1987) foi um futebolista alemão que atuava como atacante.

## Carreira
Heinz Vollmar fez parte do elenco da Seleção Alemã na Copa do Mundo de 1962. 